# Cantó de Nancy-Oest
El cantó de Nancy-Oest és un cantó francès del departament de Meurthe i Mosel·la, situat al districte de Nancy. Compta amb part del municipi de Nancy.
| Data d'elecció                           | Identitat            | Partit              | Qualitat |
| ---------------------------------------- | -------------------- | ------------------- | -------- |
| 1945-1960                                | Robert Kalis         | Divers droite       |          |
| 1960-1970                                | Jean Breitenreicher  | UNR, després UDR    |          |
| 1970-1982                                | Claude Coulais       | RI, després UDF     |          |
| 1982-2001                                | Claude Gaillard      | UDF                 |          |
| 2001-2011                                | Jean-François Husson | Divers droite (UMP) |          |
| 2011-                                    | Sophie Mayeux        | Divers droite       |          |
| les dades anteriors no són pas conegudes |                      |                     |          |
|                                          |                      |                     |          |